# Prochromadorella conicaudata
Prochromadorella conicaudata is een rondwormensoort uit de familie van de Chromadoridae. De wetenschappelijke naam van de soort is voor het eerst geldig gepubliceerd in 1927 door Allgén.